# 硫代苹果酸金钠
硫代苹果酸金钠（INN：sodium aurothiomalate；化学式：C4H4AuNaxO4S）是一种金化合物，可用于类风湿性关节炎的治疗。
它是浅黄色的一价金化合物，可由氢氧化钠和硫代苹果酸亚金（由氰化亚金和硫代苹果酸反应得到）反应制得。